# Ulrich Rosenfeld
Ulrich Rosenfeld (* 15. Dezember 1930 in Münster; † 13. September 2023 ebenda) war ein deutscher Geologe. Er war Professor an der Universität Münster.

## Werdegang
Rosenfeld studierte ab 1953 Geowissenschaften an der Universität Münster, wurde 1957 promoviert, war ab 1958 wissenschaftlicher Assistent und ab 1963 Kustos und habilitierte 1966. Ab 1970 war er wissenschaftlicher Rat und Professor in Münster.
Er befasste sich mit Sedimentologie, Saxonischer Tektonik und Geologie von Argentinien (mesozoische Stratigraphie und Faziesanalyse) und Westfalen.
Seit 1972 war er Mitherausgeber des Neuen Jahrbuchs für Geologie und Paläontologie und er war Mitherausgeber des Zentralblatts für Geologie und Paläontologie.
Er starb am 13. September 2023.

## Schriften
- Kleines Fachwörterbuch, Borntraeger, Sammlung Geologischer Führer, Band 46,  1966.